# San Marino, Mexiko
San Marino är en ort i Mexiko.   Den ligger i kommunen Tijuana och delstaten Baja California, i den nordvästra delen av landet, 2 300 km nordväst om huvudstaden Mexico City. San Marino ligger 41 meter över havet och antalet invånare är 306.
Terrängen runt San Marino är varierad. Havet är nära San Marino åt sydväst. Runt San Marino är det tätbefolkat, med 913 invånare per kvadratkilometer. Närmaste större samhälle är Tijuana, 12,7 km nordost om San Marino.